# 天道盟天義會
天道盟天義會，是臺灣三大犯罪組織之一的天道盟旗下的分會。

## 簡介
天義會活動範圍在台北市萬華、中山一帶，發起人「柯福榮」（綽號「柯弄」），原為萬華地區舊社區幫派「土炭市」角頭。其藉由天道盟不倒會勢力下，在2003年2月16日，與「阿彬」、「瑞碧」、「阿涂」、「眼鏡」、「阿達」和「毛西」等角頭於萬華地區中央果菜市場附近餐廳以公司宴名義成立「天義實業有限公司」，對外則稱為「天道盟天義會」。以昆明街的幸福大樓作為據點；並開設「松月情酒店」為資金來源。

## 歷任幹部
- 前會長：柯福榮（原土炭市角頭）
- 會長: 陳正六 (頭北厝角頭)